# Пума АГ
„Пума Рудолф Даслер Спорт“ АГ (на немски: PUMA AG Rudolf Dassler Sport) или само „Пума“ АГ (PUMA) е голяма многонационална компания в гр. Херцогенаурах, Бавария, Германия, произвеждаща високотехнологични спортни обувки и други спортни облекла.
Компанията е известна най-вече заради футболните си обувки и че е била спонсор на звезди като Пеле, Йохан Кройф, Енцо Франческоли, Диего Марадона и Лотар Матеус. Пума е третата по сила в света компания за спортни продукти след Найки и Адидас.

## История

### Гебрюдер Даслер Шуфабрик
Кристоф Даслер е работник в обувна фабрика, а жена му Паулин държи малка пералня в Херцогенаурах. Техният син Рудолф Даслер се присъединява към баща си в обувната фабрика, след като завършва училище, но получава повиквателна за армията и се бие в Първата световна война. След завръщането си от фронта Рудолф поема мениджърска позиция във фабрика за порцелан. Рудолф се завръща в родния си град и през 1924 съвместно с по-малкия си брат Адолф Даслер основава Гебрюдер Даслер Шуфабрик (Обувна фабрика на братята Даслер).
По време на Олимпиадата през 1936 г. Ади Даслер предлага на американския спринтьор Джеси Оуенс да използва новите му обувки с шпайкове. След като Оуенс печели 4 златни медала, неговият успех прави световноизвестни и обувките Даслер.
Бизнесът на братята разцъфтява и през годините преди Втората световна война те продават повече от 200 000 чифта годишно.

### Разделяне на компанията
И двамата братя се включват в Националсоциалистическата партия, но Рудолф като ветеран от Първата световна война е малко по-приближен на партията. По време на войната нарастващото напрежението между братята достига връх при една бомбардировка през 1943 г., когато Ади заедно с жена си се скриват в бомбоубежището, където вече са се намирали Рудолф и семейството му. Ади казва: „Мръсните копелета пак са тук“ явно по повод на бомбардировката на Съюзниците, но Рудолф е убеден, че репликата е отправена към него и семейството му. След като Рудолф е арестуван от американците заради съпричастност към СС, той е убеден, че брат му Ади го е предал.
През 1948 г. братята разделят бизнеса си, Рудолф отива на отсрещния бряг на реката. Адолф нарича фирмата си Адидас от Ади Даслер, а Рудолф своята – Руда от Рудолф Даслер.

### „Пума“
Компанията на Рудолф се преименува на „Пума Шуфабрик Рудолф Даслер“ (PUMA Schuhfabrik Rudolf Dassler) през 1948 и излиза на борсата през 1986 г. През годините продължава спонсорството на известни отбори и спортисти.
- 1948 – В първия мач след Втората световна война няколко футболисти на Западна Германия носят обувки на Пума, включително и първият голмайстор на Западна Германия Хърбърт Бурденски

- Олимпийски игри 1952 – Джозеф Бартел от Люксембург печели първия златен олимпийски медал на Пума (бягане на 1500 m) в Хелзинки, Финландия

- Олимпийски игри 1960 – Пума спонсорира германският спринтьор Армин Хари за да носи Пума обувки на финала на бягане 100 m. Хари преди това е носил Адидас и е искал от Ади пари за да остане с тях, но от Адидас са отказали. Хари печели злато с Пумите, но отново носи Адидас на церемонията, което шокира и Ади и Рудолф. Хари се е надявал да получи пари и от двете фирми, но това не се е получило.[1]

- Световно първенство по футбол 1970 – Пеле моли рефера за разрешение да завърже обувките си преди началния съдейски сигнал на първия мач от финалите с цел да направи реклама на Пумите, които носи пред милионите зрители. Пума спонсорират Пеле със $120 000 за да носи техните обувки.[1]

Раздялата на братята разделя и града. От 1948 града е разделен на две като един мини Берлин. Всеки един жител в града е лоялен на една от двете спортни марки. Двата футболни отбора на града също са разделени: АСФ Херцогенаурах носи трите ленти на Адидас, докато 1 ФК Херцогенаурах има скачаща пума на екипа си. Двамата братя така и не се помиряват до края на живота си и въпреки че са погребани в едно и също гробище, са разделени на максималното възможно разстояние един от друг.
През май 1989 синовете на Рудолф Армин и Герд Даслер се съгласяват да продадат своите 72% от Пума на швейцарската фирма Коса Либерман СА.

### Днес
PUMA AG има около 7742 служители и доставя своите продукти в повече от 80 държави. За фискалната 2003 година, компанията има приходи от 1,274 млрд. евро.
Пума е главният производител на обувки за шофиране и екипи за автомобилни състезатели. Пума са основният производител на екипировка за Формула 1 и Наскар. Компанията печели правата за спонсорство на шампиона на Световно първенство 2006 – Италианският национален отбор. Пума има партньорства с Ферари и БМВ, произвеждайки обувките с марка Puma-Ferrari и Puma-BMW.

## Спонсорство
Също като много други марки, Пума спонсорира голям брой спортисти и отбори.

### Национални отбори по футбол
| - Австрия - Алжир - Ангола - Бахрейн - Беларус - Ботсвана - Гана - Египет - Израел |  | - Иран - Йемен - Камерун - Код д`Ивоар - Македония - Мароко - Мозамбик - Намибия - Полша - Италия |  | - Саудитска Арабия - Сенегал - Того - Тунис - Уганда - Узбекистан - Уругвай - Фарьорски острови - Чехия - Швейцария |

На Световно първенство по футбол 2006 в 36 от общо 64 мача, поне един отбор е носил екипировка на Puma.

### Отбори
Пума спонсорира и професионални футболни отбори:
| - Колон де Санта Фе - Химнасия и Есгрима де Ла Плата - ФК Шайър бойс - Грацер - ШФ Матерсбург - Щурм Грац - Хазар Ленкоран - ФК Брюж - Крузейро - Гояш - Гремио - Паулища - Левски (София) - Пирин - Локомотив (Пловдив) - Монреал Импакт - Шангай Юнайтед - Митюлан - Вибор ФФ - ФК Фредерисия - Херфьолге БК - Нествед БК - Орхус Фремад - Депортиво Кито - Ахли - ФК Бристъл Сити - ФК Ковънтри Сити - ФК Брентфорд - ФК Лутън Таун (2007 – 2010) - ФК Плимът Аргайл - ФК Рединг - ФК Стоук Сити - ФК Тотнъм Хотспър |  | - ХБ Торсхавн - И Клаксвик - ВБ Вагур - Хонка - Яро - Мариехамн - Тампере Юнайтед - Турун Палосеура - Бордо - АС Монако - Ница - Рен - ФФБ Щутгарт - Ерцгебирге Ауе - КС Падерборн 07 - ФФЛ Оснабрюк - Фортуна Дюселдорф - АЕК Атина - АЕЛ - Атромитос - Левадиакос - Олимпиакос - ПАОК - Етникос Пиреус - Айорикос - Хепи Валей - Фехевар - Уйпещ - ФК Кеплавик - Валюр - Арема Маланг |  | - Бней Яхуда Тел Авив - Хапоел Ирони Кирят Шмона - Макаби Херцлия - СС Лацио - Юбило Юата - Оита Тринита - Шимидзу С-Пулс - Монтедио Ямагата - КФ Прищина - Инчхън Юнайтед - Пачука - Зимбру - ФК Утрехт - ФК Люн - Санефьор Фотбал - Стабек Фотбал - Тромсьо ИЛ - Лех Познан - Видзев Лодз - Спортинг Лисабон - Глория Бистрица - ФК Рейт Роувърс - ФК Абърдийн - Артмедия Братислава - Аякс Кейп Таун - Йомо Космос - ФК Виляреал - Реал Валядолид |  | - ГАИС - Хелсингборис ИФ - Калмар ФФ - Малмьо ФФ - Йоребру СК - Трелеборис ФФ - Йънг Бойс - Анкарагюджу - Кайсериспор - Трабзонспор - Ал-Ахли (Дубай) - Ал-Насър - Пенярол - ФК Бангор Сити - ФК Рил |

### Футболисти
| - Игли Таре - Габриел Хайнце - Марк Видука - Доминик Кели-Рамирез - Александър Хлеб - Пеле - Ривалдо - Беноа Асу-Акото - Ерик Джемба-Джемба - Лаурен Етаме Майер - Самюел Ето'о - Алберто Рояс - Кристофър Тосели - Гари Медел - Мигел Пинто - Тресор Мпуту - Еманюел Ебуе |  | - Мохамед Зидан - Джейми Карагър - Майкъл Карик - Питър Крауч - Дейвид Бентли - Кевин Ноулан - Робер Пирес - Бакари Саня - Джереми Матю - Никола Анелка - Йоркас Сейтаридис - Хулио Сезар де Леон - Ейдър Макгрийди - Анди Рейд - Шей Гивън - Джанлуиджи Буфон - Масимо Одо - Алесандро Росина - Марко Амелия |  | - Хуан Карлос Качо - Дени Ладзаат - Уилфред Баума - Джон Карю - Скот Браун - Ел-Хаджи Диуф - Неманя Видич - Гути - Фредрик Юнгбери - Йохан Джуру - Хамед Намоучи - Хакан Шюкюр - Алваро Рекоба - Анатолий Тимошчук - Браян Чинг - Лесли Осбърн |